# Richard Kloß
Richard Kloß (* 10. April 1867 in Waldenburg (Sachsen); † 1. Dezember 1934) war ein deutscher Jurist und Präsident des Reichsfinanzhofs.

## Leben
Nach Schulausbildung in Chemnitz, Studium an der Universität Leipzig und Promotion trat er in den sächsischen Staatsdienst ein, war u. a. Amtsrichter in Johanngeorgenstadt und Eibenstock im Erzgebirge und war im Finanzministerium in Dresden tätig, zuletzt als Vortragender Rat und Geheimer Finanzrat. 1918 erfolgte seine Berufung an den Obersten Steuergerichtshof nach München, wo er 1921 zum Senatspräsidenten ernannt wurde. Zum 1. Januar 1934 erfolgte seine Ernennung zum Präsidenten des Reichsfinanzhofes.

## Schriften (Auswahl)
- Sächsisches Landesprivatrecht. Buchhandlung des Waisenhauses, Halle (Saale) 1904.
- Sächsisches Landesprivatrecht. 2., neu bearb. u. erw. Aufl. Buchhandlung des Waisenhauses, Halle (Saale) 1908.
- Die Reichsabgabenordnung. Sack, Berlin 1921.